# ريشي شانكار
ريشي شانكار (بالإنجليزية: Rishi Shankar)‏ هو محامي وسياسي فيجي، ولد في 1934. انتخب عضو مجلس نواب فيجي.